# Чахівський ландшафтний заказник
Ча́хівський зака́зник — ландшафтний заказник загальнодержавного значення в Україні. Розташований у межах Шацького і Любомльського районів Волинської області, на південь від села Прип'ять. 
Площа 72,9 га. Оголошений згідно з указом президента України від 10.12.1994 року, № 750/94. Перебуває у віданні ДП «Прибузьке лісове господарство».[джерело?]
Створений з метою охорони цінного природного комплексу, в який входять: озеро Чахове, площею 34 га; болото сфагнового типу, площею 1,8 га, що його оточує; вільхово-березове насадження віком до 75 років, площею 34,1 га. Тут трапляються рослини (шейхцерія болотна, альдрованда пухирчаста, береза низька, лілія лісова, росичка англійська, верба чорнична, шолудивник королівський) і тварини (лелека чорний, журавель сірий), занесені до Червоної книги України. 